# New Allakaket
New Allakaket est une localité (census-designated place) d'Alaska aux États-Unis, dans la région de recensement de Yukon-Koyukuk. D'après le recensement de 2010, elle compte 66 habitants.

## Situation - climat
Elle est située sur la rive sud de la rivière Koyukuk, au sud d'Allakaket, à 306 km à vol d'oiseau de Fairbanks à 92 km en amont de Hugues, en face d'Alatna qui se trouve de l'autre côté de la rivière.
Les températures extrêmes sont de −59 °C en janvier à 34 °C en juillet.

## Histoire
Plusieurs peuples, dont les Athabaskans et les Esquimaux ont vécu dans la région, où ils établissaient des camps nomades pour suivre le gibier en fonction des saisons. Ils se sont rassemblés après 1851. La mission St. John's-in-the-Wilderness Episcopal y a été créée en 1906. La poste a ouvert en 1925, et l'école en 1957. En 1964 une inondation a détruit 85 % des installations de la communauté. En 1975, le village d'Allakaket a été formé, une clinique et un aérodrome ont été construits en 1979. Mais en septembre 1994, une autre inondation a détruit quasiment la totalité du village. Les habitants ont reconstruit leurs habitations près de l'ancien site, mais plusieurs services se trouvent donc à l'extérieur des limites du village.
La communauté des Athabaskans vit à New Allakaket tandis que les Esquimaux sont regroupés à Alatna, il existe deux conseils tribaux. Il s'y déroule des danses folkloriques qui attirent les visiteurs des villages voisins. Les habitants pratiquent une économie de subsistance, à base de chasse, de pêche et de travail artisanal. La vente, l'importation et la possession d'alcool y sont interdites.

## Démographie
| 1980 | 1990 | 2000 | 2010 | - | - |
| ---- | ---- | ---- | ---- | - | - |
| -    | -    | 36   | 66   | - | - |